# Grote Prijs van Plumelec 2015
De 39e editie van de wielerwedstrijd Grote Prijs van Plumelec werd gehouden op 30 mei 2015. De wedstrijd startte en eindigde in Plumelec. De wedstrijd maakte deel uit van de UCI Europe Tour 2015, in de categorie 1.1. In 2014 won de Fransman Julien Simon. Hij kon zijn winst niet evenaren en werd tweede, achter zijn landgenoot Alexis Vuillermoz.

## Deelnemende ploegen
| WorldTour        | ProContinentaal              | Continentaal                   |
| ---------------- | ---------------------------- | ------------------------------ |
| AG2R La Mondiale | Bretagne-Séché Environnement | Auber 93                       |
| FDJ.fr           | Caja Rural-Seguros RGA       | CCT p/b Champion System        |
|                  | Cofidis, Solutions Crédits   | Differdange-Losch              |
|                  | Europcar                     | Equipe Cycliste Armée de Terre |
|                  |                              | Marseille 13 KTM               |
|                  |                              | Murias Taldea                  |
|                  |                              | Roubaix Lille Métropole        |
|                  |                              | Start - Massi Cycling Team     |

## Uitslag
| Grote Prijs van Plumelec 2015 |                          |                                |          |
| Plaats                        | Naam                     | Ploeg                          | tijd     |
| Winnaar                       | Alexis Vuillermoz        | AG2R La Mondiale               | 4u21'32" |
| 2                             | Julien Simon             | Cofidis                        | + 5"     |
| 3                             | Pierrick Fédrigo         | Bretagne-Séché Environnement   | z.t.     |
| 4                             | Bryan Coquard            | Europcar                       | z.t.     |
| 5                             | Matthieu Ladagnous       | FDJ.fr                         | + 7"     |
| 6                             | Luis Angel Mate          | Cofidis                        | + 12"    |
| 7                             | Quentin Pacher           | Equipe Cycliste Armée de Terre | z.t.     |
| 8                             | Armindo Fonseca          | Bretagne-Séché Environnement   | + 15"    |
| 9                             | Samuel Dumoulin          | AG2R La Mondiale               | z.t.     |
| 10                            | Jimmy Turgis             | Roubaix Lille Métropole        | z.t.     |
| 11                            | Steven Tronet            | Auber 93                       | z.t.     |
| 12                            | Fabricio Ferrari Barcelo | Roubaix Lille Métropole        | z.t.     |
| 13                            | Anthony Delaplacel       | Bretagne-Séché Environnement   | z.t.     |
| 14                            | Julien Loubet            | Marseille 13 KTM               | z.t.     |
| 15                            | Anthony Maldonado        | Auber 93                       | z.t.     |
| 16                            | Eduardo Sepulveda        | Bretagne-Séché Environnement   | z.t.     |
| 17                            | Maxime Vantomme          | Roubaix Lille Métropole        | z.t.     |
| 18                            | Johan Le Bon             | FDJ.fr                         | z.t.     |
| 19                            | Théo Vimpere             | Auber 93                       | z.t.     |
| 20                            | Clement Saint Martin     | Marseille 13 KTM               | z.t.     |

## UCI Europe Tour
In deze Grote Prijs van Plumelec waren punten te verdienen voor de ranking in de UCI Europe Tour 2015. Enkel renners die uitkwamen voor een (pro-)continentale ploeg, maakten aanspraak om punten te verdienen.
| # | Renner                   | Ploeg                          | Punten |
| - | ------------------------ | ------------------------------ | ------ |
| 1 | Julien Simon             | Cofidis                        | 56     |
| 2 | Pierrick Fédrigo         | Bretagne-Séché Environment     | 32     |
| 3 | Bryan Coquard            | Europcar                       | 24     |
| 4 | Luis Angel Mate          | Cofidis                        | 16     |
| 5 | Quentin Pacher           | Equipe Cycliste Armée de Terre | 12     |
| 6 | Armindo Fonseca          | Bretagne-Séché Environnement   | 8      |
| 7 | Jimmy Turgis             | Roubaix Lille Métropole        | 6      |
| 8 | Steven Tronet            | Auber 93                       | 5      |
| 9 | Fabricio Ferrari Barcelo | Roubaix Lille Métropole        | 3      |

Etappewedstrijden

 Ster van Bessèges · 
 Ronde van de Algarve · 
 Ruta del Sol · 
 Ronde van de Haut-Var · 
 Driedaagse van West-Vlaanderen · 
 Internationale Wielerweek · 
 Internationaal Wegcriterium · 
 Driedaagse van De Panne-Koksijde · 
 Ronde van de Sarthe · 
 Ronde van Castilië en León · 
 Ronde van Trentino · 
 Ronde van Kroatië · 
 Ronde van Turkije · 
 Ronde van Yorkshire · 
 Ronde van Asturië · 
 Vierdaagse van Duinkerke · 
 Ronde van Azerbeidzjan · 
 Ronde van Madrid · 
 Ronde van Beieren · 
 Ronde van Picardië · 
 Ronde van Noorwegen · 
 World Ports Classic · 
 Tour des Fjords · 
 Ronde van Estland · 
 Ronde van België · 
 Ronde van Luxemburg · 
 Boucles de la Mayenne · 
 Ster ZLM Toer · 
 Ronde van Slovenië · 
 Route du Sud · 
 Sibiu Cycling Tour · 
 Ronde van Oostenrijk · 
 Ronde van Wallonië · 
 Ronde van Portugal · 
 Ronde van Burgos · 
 Ronde van Denemarken · 
 Ronde van de Ain · 
 Ronde van Tsjechië · 
 Arctic Race of Norway · 
 Ronde van de Limousin · 
 Ronde van Poitou-Charentes · 
 Ronde van Groot-Brittannië · 
 Ronde van Gévaudan Languedoc-Roussillon · 
 Eurométropole Tour
Eendaagse wedstrijden

 Trofeo Santanyí-Ses Salines-Campos · 
 Trofeo Andratx-Mirador d'Es Colomer · 
 Trofeo Serra de Tramuntana · 
 Trofeo Playa de Palma-Palma · 
 GP La Marseillaise · 
 Grote Prijs van de Etruskische Kust · 
 Ronde van Murcia · 
 Clásica de Almería · 
 Trofeo Laigueglia · 
 Omloop Het Nieuwsblad · 
 Classic Sud Ardèche · 
 GP Lugano · 
 La Drôme Classic · 
 Kuurne-Brussel-Kuurne · 
 Le Samyn · 
 Strade Bianche · 
 Ronde van Drenthe · 
 Dwars door Drenthe · 
 Nokere Koerse · 
 GP Nobili Rubinetterie · 
 Handzame Classic · 
 Ronde van Zeeland Seaports · 
 Classic Loire-Atlantique · 
 Grote Prijs van Cholet-Pays de Loire · 
 Dwars door Vlaanderen · 
 Classica Corsica · 
 Route Adélie de Vitré · 
 Grote Prijs Miguel Indurain · 
 Volta Limburg Classic · 
 Ronde van La Rioja · 
 Parijs-Camembert · 
 Scheldeprijs · 
 Klasika Primavera · 
 Brabantse Pijl · 
 GP Denain · 
 Ronde van de Finistère · 
 Tro Bro Léon · 
 La Roue Tourangelle · 
 Ronde van de Apennijnen · 
 Grote Prijs van de Somme · 
 Grote Prijs van Plumelec · 
 ProRace Berlin · 
 Boucles de l'Aulne · 
 GP Kanton Aargau · 
 Ronde van Keulen · 
 Ronde van Limburg · 
 Velothon Wales · 
 Halle-Ingooigem · 
 Trofeo Matteotti · 
 GP Cerami · 
 GP Industria & Artigianato-Larciano · 
 Prueba Villafranca de Ordizia · 
 Ronde van Toscane · 
 Circuito de Getxo · 
 Polynormande · 
 RideLondon Classic · 
 GP Stad Zottegem · 
 Arnhem-Veenendaal Classic · 
 GP Jef Scherens · 
 Druivenkoers Overijse · 
 Schaal Sels · 
 Brussels Cycling Classic · 
 GP Fourmies · 
 Velothon Stockholm · 
 Ronde van de Doubs · 
 Coppa Bernocchi · 
 Coppa Agostoni · 
 GP van Wallonië · 
 Kampioenschap van Vlaanderen · 
 Memorial Marco Pantani · 
 Grote Prijs Impanis-Van Petegem · 
 GP van Isbergues · 
 GP Industria & Commercio di Prato · 
 Omloop van het Houtland · 
 Duo Normand · 
 Ronde van de Drie Valleien · 
 Milaan-Turijn · 
 Ronde van Piemonte · 
 Ronde van het Münsterland · 
 Ronde van de Vendée · 
 Memorial Frank Vandenbroucke · 
 Coppa Sabatini · 
 Parijs-Bourges · 
 Ronde van Emilia · 
 GP Beghelli · 
 Parijs-Tours · 
 Nationale Sluitingsprijs · 
 Chrono des Nations